# 대야도항 (태안군)
대야도항은 충청남도 태안군 안면읍 중장리에 있는 어항이다. 2004년 12월 24일 어촌정주어항으로 지정하여 관리하고 있다. 관리청은 태안군, 시설관리자는 태안군수이다.

## 어항구역
본 항의 어항구역은 다음과 같다.
- 수역: 기존 선착장을 시점에서 북측 30m 지점에서 E30°N방향으로 115m이동하고, 직각으로 80m이동하고, N30°W방향으로 190m이동하고 직각으로 45m 그은 선이 해안선과 맞닿는 선내 공유수면[1]
- 육역: 2,950m2

## 개발계획
2008년 12월 10일 고시된 본 항의 개발계획은 다음과 같다.
- 물양장 30m, 선착장 50m, 친수호안 113m, 접속호안 20m, 육상시설 2,950m2

## 주요 어종
- 우럭, 노래미, 농어, 실치, 까나리